# Списък на космонавти, участници в космически полети
Азбучен списък на космонавти, астронавти и тайконавти – участници в космически полети.
| Съдържание A Б В Г Д Е Ж З И Й К Л М Н О П Р С Т У Ф Х Ц Ч Ш Ъ Ю Я |

## А
1. Авдеев, Сергей Василиевич ( СССР)
2. Адамсън, Джеймс Крейг (Adamson James Craig) ( САЩ)
3. Айвънс, Марша Сю (Ivins Marsha Sue) ( САЩ)
4. Айзъл, Дон Фултон (Eisele Donn Fulton) ( САЩ)
5. Акаба, Джоузеф Майкъл (Acaba Joseph Michael) ( САЩ)
6. Акияма, Тоехиро (Akiyama Toyohiro) ( Япония)
7. Аксьонов, Владимир Викторович ( СССР)
8. Актън, Лорън Уилбер (Acton Loren Wilber) ( САЩ)
9. Александров, Александър Павлович ( СССР)
10. Александров, Александър Панайотов ( България)
11. Алън, Джоузеф Пърсивал (Allen Joseph Percival) ( САЩ)
12. Алън, Ендрю Майкъл (Allen Andrew Michael) ( САЩ)
13. Андерс, Уилям Алисон (Anders William Alison) ( САЩ)
14. Андерсън, Клейтън Конрад (Anderson Clayton Conrad) ( САЩ)
15. Андерсън, Майкъл Филип (Anderson Michael Phillip) ( САЩ)
16. Ансари, Ануше (Ansari Anousheh) ( САЩ)
17. Антонели, Доминик Антъни (Antonelli Dominic Anthony) ( САЩ)
18. Апт, Джером (Apt III Jerome) ( САЩ)
19. Армстронг, Нийл Олден (Armstrong Neil Alden) ( САЩ)
20. Арнолд, Ричард Робърт (Arnold Richard Robert) ( САЩ)
21. Артюхин, Юрий Петрович ( СССР)
22. Арцебарски, Анатолий Павлович ( СССР)
23. Аршамбо, Ли Джозеф (Archambault Lee Joseph) ( САЩ)
24. Ал-Сауд, Султан ибн Салман ибн Абдул-Азиз (al-Saud, Sultan ben Salman ben Abdul-Aziz) ( Саудитска Арабия)
25. Атков, Олег Юриевич ( СССР)
26. Абукиров, Токтар Онгарбаевич ( СССР)
27. Афанасиев, Виктор Михайлович ( СССР)
28. Ашби, Джефри Ширс (Ashby Jeffrey Shears) ( САЩ)

## Б
1. Баки, Джей Кларк (Buckey Jay Clarck) ( САЩ)
2. Бакли, Джеймс Фредерик (Buchli James Frederick) ( САЩ)
3. Баландин, Александър Николаевич ( СССР)
4. Барат, Майкъл Рид (Barratt Michael Reed) ( САЩ)
5. Бари, Даниел Томас (Barry Daniel Thomas) ( САЩ)
6. Бартоу, Джон-Дейвид (Bartoe John-David) ( САЩ)
7. Батурин, Юрий Михайлович ( Русия)
8. Бауерсокс, Кенет Дуейн (Bowersox Kenneth Dwane) ( САЩ)
9. Бейгиан, Джеймс Филип (Bagian James Phillipp) ( САЩ)
10. Бейкър, Майкъл Алън (Baker Michael Allen) ( САЩ)
11. Бейкър, Елен Шулман (Baker Ellen Shulman) ( САЩ)
12. Бела, Иван (Bella Ivan) ( Словакия)
13. Беляев, Павел Иванович ( СССР)
14. Бенкън, Робърт Луис (Behnken Robert Louis) ( САЩ)
15. Бърбенк, Даниел Кристофер (Burbank Daniel Christopher) ( САЩ)
16. Береговой, Георгий Тимофеевич ( СССР)
17. Березовой, Анатолий Николаевич ( СССР)
18. Бийн, Алън ЛаВерн (Bean Alan LaVern) ( САЩ)
19. Блаха, Джон Елмър (Blaha John Elmer) ( САЩ)
20. Блумфийлд, Майкъл Джон (Bloomfield Michael John) ( САЩ)
21. Блъфорд, Гуйон Стюарт (Bluford Guion Stewart Jr.) ( САЩ)
22. Бобко, Керъл Джозеф (Bobko Karol Joseph) ( САЩ)
23. Бодри, Патрик Пиер Роже (Baudry Patrick Pierre Roger) ( Франция)
24. Болдън, Чарлс Франк (Bolden Charles Frank Jr.) ( САЩ)
25. Бондар, Роберта Лин (Bondar Roberta Lynn) ( Канада)
26. Борман, Франк (Borman Frank) ( САЩ)
27. Боу, Ерик Алън (Boe Eric Allen) ( САЩ)
28. Боуен, Стивън Джерард (Bowen Stephen Gerard) ( САЩ)
29. Бранд, Ванс ДеВоу (Brand Vance DeVoe) ( САЩ)
30. Бранденщайн, Даниел Чарлз (Brandenstein Daniel Charles) ( САЩ)
31. Браун, Дейвид МакДауел (Brown David McDowell) ( САЩ)
32. Браун, Къртис Лий (Brown Curtis Lee, Jr.) ( САЩ)
33. Браун, Марк Нийл (Brown Mark Neil) ( САЩ)
34. Брезник, Рандолф Джеймс (Bresnik Randolf James) ( САЩ)
35. Бриджес, Рой Данбард (Bridges Roy Dunbard Jr.) ( САЩ)
36. Брейди, Чарлс Елдън (Brady Charles Eldon Jr.) ( САЩ)
37. Бударин, Николай Михайлович ( Русия)
38. Бурш, Даниел Уилер (Bursch Daniel Wheeler) ( САЩ)
39. Биковски, Валерий Федорович ( СССР)

## В
1. Ваката, Коичи (Wakata Koichi) ( Япония)
2. Валтер, Улрих Ханс (Walter Ulrich Hans) ( Германия)
3. Ван ден Берг, Лудвиг (Van den Berg Lodewijk) ( САЩ)
4. Ван Хофтен, Джеймс Дугал Адрианус (van Hoften James Dougal Adrianus) ( САЩ)
5. Васютин, Владимир Владимирович ( СССР)
6. Викторенко, Александър Степанович ( СССР)
7. Виноградов, Павел Владимирович ( Русия)
8. Виртс, Тери Уейн (Virts Terry Wayne) ( САЩ)
9. Витори, Роберто (Vittori Roberto) ( Италия)
10. Вич, Чарлс Лейзи (Veach Charles Lacy) ( САЩ)
11. Волк, Игор Петрович ( СССР)
12. Волков, Александър Александрович ( СССР)
13. Волков, Владислав Николаевич ( СССР)
14. Волков, Сергей Александрович ( Русия)
15. Волинов, Борис Валентинович ( СССР)
16. Вос, Джеймс Шелтън (Voss James Shelton) ( САЩ)
17. Вос, Джанис Илейн (Voss Janice Elaine) ( САЩ)

## Г
1. Гагарин, Юрий Алексеевич ( СССР)
2. Гаран, Роналд Джон (Garan Ronald John) ( САЩ)
3. Гарднър, Гай Спенсър (Gardner Guy Spencer) ( САЩ)
4. Гарднър, Дейл Алън (Gardner Dale Allanr) ( САЩ)
5. Гарн, Едуин Джейкъб (Garn Edwin Jacob) ( САЩ)
6. Гарно, Жозеф Жан-Пиер Марк (Garneau Joseph Jean-Pierre Marc) ( Канада)
7. Гимар, Чарлс Доналд (Gemar Charles Donald) ( САЩ)
8. Гернхард, Майкъл Линдон (Gernhardt Michael Landon) ( САЩ)
9. Гибсън, Робърт Лий (Gibson Robert Lee) ( САЩ)
10. Гибсън, Едуард Джордж (Gibson Edward George) ( САЩ)
11. Гидзенко, Юрий Павлович ( Русия)
12. Глазков, Юрий Николаевич ( СССР)
13. Глен, Джон Хершел-мл. (Glenn John Hercshel, Jr.) ( САЩ)
14. Годуин, Линда Максин (Godwin Linda Maxine) ( САЩ)
15. Горбатко, Виктор Василиевич ( СССР)
16. Гордън, Ричард Френсис (Gordon Richard Francis) ( САЩ)
17. Гори, Доминик Ли Падуил (Gorie Dominic Lee Pudwill) ( САЩ)
18. Грунсфелд, Джон Мейс (Grunsfeld John Mace) ( САЩ)
19. Грегори, Уилям Джордж (Gregory Wiilliam George) ( САЩ)
20. Грегори, Фредерик Дрю (Gregory Frederick Drew) ( САЩ)
21. Грейб, Роналд Джон (Grabe Ronald John) ( САЩ)
22. Гречко, Георгий Михайлович ( СССР)
23. Григс, Стенли Дейвид (Griggs Stanley David) ( САЩ)
24. Грисъм, Върджил Айвън (Grissom Virgil Ivan) ( САЩ)
25. Губарев, Алексей Александрович ( СССР)
26. Гуд, Майкъл Тимоти (Good Michael Timothy) ( САЩ)
27. Гуидони, Умберто (Guidoni Umberto) ()
28. Гурагча, Жугдердемидийн (Gurragcha Zhugderdemidiyn) ( Монголия)
29. Гутиерес, Сидни МакНийл (Gutierrez Sidney McNeil) ( САЩ)
30. Гериът, Оуен Кей (Garriott Owen Kay) ( САЩ)
31. Гериът, Ричард Алън (Garriott Richard Allen) ( САЩ)
32. Гафни, Френсис Ендрю (Gaffney Francis Andrew) ( САЩ)

## Д
1. Дънбар, Бони Джейн (Dunbar Bonnie Jeanne) ( САЩ)
2. Дуренс, Самуел Торнтън (Durrance Samuel Thornton) ( САЩ)
3. Дътън, Джеймс Патрик (Dutton James Patrick) ( САЩ)
4. Дъфи, Браян (Duffy Brian) ( САЩ)
5. Де Вини, Франк (De Winne Frank) ( Белгия)
6. Дежуров, Владимир Николаевич ( Русия)
7. Дейвис, Нанси Джен (Davis Nancy Jan) ( САЩ)
8. Делукас, Лоурънс Джеймс (DeLucas Lawrence James) ( САЩ)
9. Дьомин, Лев Степанович ( СССР)
10. Джанибеков, Владимир Александрович ( СССР)
11. Джарвис, Грегъри Брус (Jarvis Gregory Bruce) ( САЩ)
12. Джемисън, Мей Керъл (Jemison Mae Carol) ( САЩ)
13. Джерниган, Тамара Елизабет (Jernigan Tamara Elizabeth) ( САЩ)
14. Джет, Брент Уорд (Jett Brent Ward, Jr.) ( САЩ)
15. Джонсън, Грегори Карл (Johnson Gregory Carl) ()
16. Джонсън, Грегори Харолд (Johnson Gregory Harold) ( САЩ)
17. Джоунс, Томас Дейвид (Jones Thomas David) ( САЩ)
18. Доброволски, Георгий Тимофеевич ( СССР)
19. Дои, Такао (Doi Takao) ( Япония)
20. Дрю, Бенджамин Елвин (Drew Benjamin Alvin) ( САЩ)
21. Дики, Педро Франсиско (Duque Pedro Francisco) ( Испания)
22. Дюк, Чарлс Мос (Duke Charles Moss Jr.) ( САЩ)

## Е
1. Евалд, Райнхолд (Ewald Reinhold) ( Германия)
2. Еванс, Роналд Елвин (Evans Ronald Ellwin) ( САЩ)
3. Егоров, Борис Борисович ( СССР)
4. Елисеев, Алексей Станиславович ( СССР)
5. Едуардс, Джо Франк (Edwards Joe Frank, Jr.) ( САЩ)
6. Ертц, Леополд (Eyharts Leopold) ( Франция)
7. Ейкърс, Томас Дейл (Akers Thomas Dale) ( САЩ)
8. Енгъл, Джоузеф Хенри (Engle Joseph Henry) ( САЩ)
9. Еньоре, Жан-Пиер (Haignere Jean-Pierre) ( Франция)
10. Еньоре (Андре-Деше), Клоди (Haignere (Andre-Deshays) Claudie) ( Франция)
11. Ернандес, Хосе Морено (Hernandez Jose Moreno) ( САЩ)

## Ж
1. Жолобов, Виталий Михайлович ( СССР)

## З
1. Залетин, Сергей Викторович ( Русия)
2. Замка, Джордж Дейвид (Zamka George David) ( САЩ)
3. Зудов, Вячеслав Дмитриевич ( СССР)

## И
1. Иванов, Георги Иванов ( България)
2. Иванченков, Александър Сергеевич ( СССР)
3. Инглънд, Антъни Уейн (England Anthony Wayne) ( САЩ)

## Й
1. Йен, Зигмунд Вернер Паул (Jähn Sigmund Werner Paul) (ГДР)
2. Йънг, Джон Уотс (Young John Watts) ( САЩ)

## К
1. Кабана, Робърт Дейвид (Cabana Robert David) ( САЩ)
2. Каванди, Джанет Линн (Kavandi Janet Lynn) ( САЩ)
3. Каденюк, Леонид Константинович ( Украйна)
4. Кълбъртсън, Франк Лий (Culbertson Frank Lee) ( САЩ)
5. Калери, Александър Юриевич ( Русия)
6. Камарда, Чарлс Джоузеф (Camarda Charles Joseph) ( САЩ)
7. Камерън, Кенет Доналд (Cameron Kenneth Donald) ( САЩ)
8. Кънингам, Рони Уолтър (Cunningham Ronnie Walter) ( САЩ)
9. Карпентър, Малколм Скот (Carpenter Malcolm Scott) ( САЩ)
10. Кар, Джералд Пол (Carr Gerald Paul) ( САЩ)
11. Картър, Менли Ланиер (Carter Manly Lanier) ( САЩ)
12. Каспър, Джон Хауард (Casper John Howard) ( САЩ)
13. Кели, Маурицио (Cheli Maurizio) ( Италия)
14. Кели, Джеймс МакНил (Kelly James McNeal) ( САЩ)
15. Кели, Марк Едуард (Kelly Mark Edward) ( САЩ)
16. Кели, Скот Джозеф (Kelly Scott Joseph) ( САЩ)
17. Къруин, Джоузеф Питър (Kerwin Joseph Peter) ( САЩ)
18. Кюри, Нанси Джейн (Currie Nancy Jane) ( САЩ)
19. Кейперс, Андре (Kuipers Andre) ( Нидерландия)
20. Кърбийм, Робърт Ли (Curbeam Robert Lee, Jr.) ( САЩ)
21. Кизим, Леонид Денисович ( СССР)
22. Кимбро, Робърт Шейн (Kimbrough Robert Shane) ( САЩ)
23. Кларк, Лоръл Блеър Солтън (Clark Laurel Blair Salton) ( САЩ)
24. Клервоа, Жан-Франсоа (Clervoy Jean-Francois) ( Франция)
25. Клийв, Мери Луиз (Cleave Mary Louise) ( САЩ)
26. Климук, Пьотър Илич ( СССР)
27. Клифорд, Майкъл Ричард Юръм (Clifford Michael Richard Uram) ( САЩ)
28. Ковальонок, Владимир Василиевич ( СССР)
29. Козеев, Константин Мирович ( Русия)
30. Кокрил, Кенет Дейл (Cockrell Kenneth Dale) ( САЩ)
31. Колдуел, Трейси Елен (Caldwell Tracy Ellen) ( САЩ)
32. Колинс, Айлин Мери (Collins Eileen Marie) ( САЩ)
33. Колинс, Майкъл (Michael Collins) ( САЩ)
34. Комаров, Владимир Михайлович ( СССР)
35. Кондакова, Елена Владимировна ( Русия)
36. Кононенко, Олег Дмитриевич ( Русия)
37. Конрад, Чарлс Питър (Conrad Charles Peter Jr.) ( САЩ)
38. Копра, Тимъти Ленарт (Kopra Timothy Lennart) ( САЩ)
39. Корзун, Валерий Григориевич ( Русия)
40. Корниенко, Михаил Борисович ( Русия)
41. Котов, Олег Валериевич ( Русия)
42. Коуви, Ричард Осуалд (Covey Richard Oswald) ( САЩ)
43. Кулмън, Катрин Грейс (Coleman Catherine Grace) ( САЩ)
44. Коутс, Майкъл Лойд (Coats Michael Lloyd) ( САЩ)
45. Крайтън, Джон Оливер (Creighton John Oliver) ( САЩ)
46. Крауч, Роджър Кит (Crouch Roger Keith) ( САЩ)
47. Крегел, Кевин Ричард (Kregel Kevin Richard) ( САЩ)
48. Кретиен, Жан-Лу Жак Мари (Chrétien Jean-Loup Jacques Marie) ( Франция)
49. Крикальов, Сергей Константинович ( СССР)
50. Криймер, Тимъти Джон (Creamer Timothy John) ( САЩ)
51. Крипън, Робърт Лорел (Crippen Robert Laurel) ( САЩ)
52. Кубасов, Валерий Николаевич ( СССР)
53. Купър, Лерой Гордън (Cooper Leroy Gordon) ( САЩ)
54. Кери, Дуейн Джин (Carey Duane Gene) ( САЩ)
55. Касиди, Кристофър Джон (Cassidy Christopher John) ( САЩ)

## Л
1. Лав, Стенли Глен (Love Stanley Glen) ( САЩ)
2. Лавейкин, Александър Иванович ( СССР)
3. Лазарев, Василий Григориевич ( СССР)
4. Лазуткин, Александър Иванович ( Русия)
5. Лалиберте, Ги ( Канада)
6. Лаундж, Джон Майкъл (Lounge John Michael) ( САЩ)
7. Лузма, Джек Роберт (Lousma Jack Robert) ( САЩ)
8. Лебедев, Валентин Виталиевич ( СССР)
9. Левченко, Анатолий Семьонович ( СССР)
10. Леноар, Уилям Бенджамин (Lenoir William Benjamin) ( САЩ)
11. Леонов, Алексей Архипович ( СССР)
12. Лесли, Фредерик Уелдън (Leslie Frederick Weldon) ( САЩ)
13. Ли, Марк Чарлс (Lee Mark Charles) ( САЩ)
14. Ли Со Ен (이소연) ( Южна Корея)
15. Линд, Дон Лесли (Lind Don Leslie) ( САЩ)
16. Линдзи, Стивън Уейн (Lindsey Steven Wayne) ( САЩ)
17. Лененджър, Джери Майкъл (Linenger Jerry Michael) ( САЩ)
18. Линехан, Ричард Майкъл (Linnehan Richard Michael) ( САЩ)
19. Линтерис, Грегъри Томас (Linteris Gregory Thomas) ( САЩ)
20. Листма, Дейвид Корнел (Leestma David Cornell) ( САЩ)
21. Лихтенберг, Байрън Курт (Lichtenberg Byron Kurt) ( САЩ)
22. Ловел, Джеймс Артур (Lovell James Arthur) ( САЩ)
23. Локхарт, Пол Скот (Lockhart Paul Scott) ( САЩ)
24. Лончаков, Юрий Валентинович ( Русия)
25. Лоу, Джордж Дейвид (Low George David) ( САЩ)
26. Лоурънс, Уенди Бериен (Lawrence Wendy Berrien) ( САЩ)
27. Лопес-Алегриа, Майкъл Еладио (Lopez-Alegria Michael Eladio) ( САЩ)
28. Лу, Едуард Цзан (Lu Edward Tsang) ( САЩ)
29. Лусид, Шанън Матилда Уелс (Lucid Shannon Matilda (Wells) ( САЩ)
30. Лю Бомин (Liu Buoming) ( Китай)
31. Ляхов, Владимир Афанасиевич ( СССР)

## М
1. Магнус, Сандра Хол (Magnus Sandra Hall) ( САЩ)
2. Макаров, Олег Григориевич ( СССР)
3. Макартър, Катрин Меган (McArthur Katherine Megan) ( САЩ)
4. Макартър, Уилям Серлс (McArthur William Surles, Jr.) ( САЩ)
5. Макбрайд, Джон Ендрю (McBride Jon Andrew) ( САЩ)
6. Макдивит, Джеймс Олтон (McDivitt James Alton) ( САЩ)
7. Маккъли, Майкъл Джеймс (McCulley Michael James) ( САЩ)
8. Маккендлес, Брюс (McCandless Bruce) ( САЩ)
9. Маколиф, Шарън Криста (Sharon Christa McAuliffe) ( САЩ)
10. Маккул, Уилям Камерън (McCool William Cameron) ( САЩ)
11. Маклейн, Стивън Гленууд (MacLean Steven Glenwood) ( Канада)
12. Макмонагъл, Доналд Рей (McMonagle Donald Ray) ( САЩ)
13. Макниър, Роналд Ервин (McNair Ronald Erwin) ( САЩ)
14. Маленченко, Юрий Иванович ( Русия)
15. Малерба, Франко Еджидио (Malerba Franco Egidio) ( Италия)
16. Малън, Ричард Майкъл (Mullane Richard Michael) ( САЩ)
17. Малишев, Юрий Василиевич ( СССР)
18. Манаков, Генадий Михайлович ( СССР)
19. Манаров, Муса Хираманович ( СССР)
20. Маршбърн, Томас Хенри (Marshburn Thomas Henry) ( САЩ)
21. Мъсгрейв, Франклин Стори (Musgrave Franklin Story) ( САЩ)
22. Масимино, Майкъл Джеймс (Massimino Michael James) ( САЩ)
23. Мастрачио, Ричард Алън (Mastracchio Richard Alan) ( САЩ)
24. Матингли, Томас Кенет (Mattingly Thomas Kenneth) ( САЩ)
25. Мелвин, Леланд Девон (Melvin Leland Devon) ( САЩ)
26. Мелник, Брюс Едуард (Melnick Bruce Edwrd) ( САЩ)
27. Мелрой, Памела Ан (Melroy Pamela Ann) ( САЩ)
28. Мерболд, Улф Дитрих (Merbold Ulf Dietrich) ( Германия)
29. Месершмид, Ернст Вили (Messerschmid Ernst Willi) ( Германия)
30. Меткалф-Линденбургер, Дороти Мари (Metcalf-Lindenburger Dorothy Marie) ( САЩ)
31. Мийд, Карл Джоузеф (Meade Carl Joseph) ( САЩ)
32. Митчъл, Едгар Дин (Mitchell Edgar Dean) ( САЩ)
33. Мохманд, Абдул Ахад (Mohmand Abdul Ahad) ( Афганистан)
34. Морган, Барбара Рединг (Morgan Barbara Radding) ( САЩ)
35. Мори, Мамору Марк (Mohri Mamoru Mark) ( Япония)
36. Морин, Ли Милър Емил (Morin Lee Miller Emile) ( САЩ)
37. Моруков, Борис Владимирович ( Русия)
38. Музафар Шукор, шейх ( Малайзия)
39. Мукаи, Тиаки (Mukai Chiaki) ( Япония)
40. Мусабаев, Талгат Амангелдиевич ( Русия)

## Н
1. Найберг, Карън Луджин (Nyberg Karen Lujean) ( САЩ)
2. Нейгел, Стивън Рей (Nagel Steven Ray) ( САЩ)
3. Нелсън, Джордж Драйвер (Nelson George Driver) ( САЩ)
4. Нелсън, Кларънс Уилям (Nelson Clarence William) ( САЩ)
5. Нери Вела, Родолфо (Neri Vela Rodolfo) ( Мексико)
6. Несполи, Паоло Анджело (Nespoli Paolo Angelo) ( Италия)
7. Ние Хайшен (Nie Haisheng) ( Китай)
8. Николаев, Андриян Григориевич ( СССР)
9. Николие, Клод (Nicollier Claude) ( Швейцария)
10. Новак, Лайза Мария (Nowak Lisa Maria) ( САЩ)
11. Ногучи, Соичи (Noguchi Soichi) ( Япония)
12. Нориега, Карлос Исмаел (Noriega Carlos Ismael) ( САЩ)
13. Нюман, Джеймс Хансен (Newman James Hansen) ( САЩ)

## О
1. О'Конър, Браян Даниел (O`Connor Bryan Daniel) ( САЩ)
2. Овърмайер, Робърт Франклин (Overmyer Robert Franklin) ( САЩ)
3. Окелс, Убо Йоханес (Ockels Wubbo Johannes) ( Нидерландия)
4. Олдрин, Едуин Юджин (Aldrin Edwin Eugene Jr.) ( САЩ)
5. Оливас, Джон Даниел (Olivas John Daniel) ( САЩ)
6. Олсен, Грегъри Хемонд (Olsen Gregory Hammond) ( САЩ)
7. Олтман, Скот Дъглас (Altman Scott Douglas) ( САЩ)
8. Онизука, Елисън Шоджи (Onizuka Ellison Shoji) ( САЩ)
9. Онуфриенко, Юрий Иванович ( Русия)
10. Осуалд, Стивън Скот (Oswald Stephen Scott) ( САЩ)
11. Офелейн, Уилям Антони (Oefelein William Anthony) ( САЩ)
12. Очоа, Елен (Ochoa Ellen) ( САЩ)

## П
1. Павелчук, Джеймс Антъни (Pawelczyk James Anthony) ( САЩ)
2. Падалка, Генадий Иванович ( Русия)
3. Пайет, Жули (Payette Julie) ( Канада)
4. Паразински, Скот Едуард (Parazynski Scott Edward) ( САЩ)
5. Паризи, Роналд Антъни (Parise Ronald Anthony) ( САЩ)
6. Паркер, Робърт Алан Ридли (Parker Robert Allan Ridly) ( САЩ)
7. Патрик, Никълас Джеймс Макдоналд (Patrick Nicholas James MacDonald) ( САЩ)
8. Пацаев, Виктор Иванович ( СССР)
9. Пейлс, Уилям Артур (Pailes William Arthur) ( САЩ)
10. Пейтън, Гари Юджийн (Payton Gary Eugene) ( САЩ)
11. Перен, Филип (Perrin Philippe) ( Франция)
12. Петит, Доналд Рой (Pettit Donald Roy) ( САЩ)
13. Питърсън, Доналд Херод (Peterson Donald Herod) ( САЩ)
14. Пойндекстър, Алън Годуин (Poindexter Alan Goodwin) ( САЩ)
15. Полански, Марк Люис (Polansky Mark Lewis) ( САЩ)
16. Полещук, Александър Фьодорович ( Русия)
17. Поляков, Валерий Владимирович ( СССР)
18. Понтис, Маркус Сезар (Pontes Marcos César ( Бразилия)
19. Попов, Леонид Иванович ( СССР)
20. Попович, Павел Романович ( СССР)
21. Поуг, Уилям Рид (Pogue William Reid) ( САЩ)
22. Прекърт, Чарлс Джоузеф (Precourt Charles Joseph) ( САЩ)
23. Прунариу, Думитру Дорин (Prunariu Dumitru Dorin) ( Румъния)

## Р
1. Райд, Сали Кристен (Ride Sally Kristen) ( САЩ)
2. Райсмън, Гарет Ерин (Reisman Garrett Erin) ( САЩ)
3. Райли, Джеймс Френсис (Reilly James Francis) ( САЩ)
4. Райтер, Томас Артър (Reiter Thomas Arthur) ( Германия)
5. Райтлер, Кенет Стенли (Reightler Kenneth Stanley Jr.) ( САЩ)
6. Рамон, Илан (Ramon Ilan) ( Израел)
7. Рънко, Марио (Runko Mario Jr.) ( САЩ)
8. Реди, Уилям Френсис (Readdy William Francis) ( САЩ)
9. Резник, Джудит Арлен (Resnik Judith Arlene) ( САЩ)
10. Ремек, Владимир (Remek Vladimír) ( Чехия)
11. Ричардс, Пол Уилям (Richards Paul William) ( САЩ)
12. Ричардс, Ричард Ноел (Richards Richard Noel) ( САЩ)
13. Робинсън, Стивън Керн (Robinson Stephen Kern) ( САЩ)
14. Рождественски, Валерий Илич ( СССР)
15. Романенко, Роман Юриевич ( Русия)
16. Романенко, Юрий Викторович ( СССР)
17. Роминджър, Кент Върнън (Rominger Kent Vernon) ( САЩ)
18. Рос, Джери Лин (Ross Jerry Lynn) ( САЩ)
19. Рукавишников, Николай Николаевич ( СССР)
20. Руса, Стюард Алън (Roosa Stuart Allen) ( САЩ)
21. Рюмин, Валерий Викторович ( СССР)

## С
1. Савиних, Виктор Петрович ( СССР)
2. Савицка, Светлана Евгениевна ( СССР)
3. Сако, Алберт (Sacco Albert Jr.) ( САЩ)
4. Съливан, Кетрин Дуайер (Sullivan Kathryn Dwyer) ( САЩ)
5. Сарафанов, Генадий Василиевич ( СССР)
6. Севастянов, Виталий Иванович ( СССР)
7. Сега, Роналд Майкъл (Sega Ronald Michael) ( САЩ)
8. Седън, Маргарет Реа (Seddon Margaret Rhea) ( САЩ)
9. Селърс, Пиърс Джон (Sellers Piers John) ( САЩ)
10. Сенкер, Робърт Джоузеф (Cenker Robert Joseph) ( САЩ)
11. Серебров, Александър Александрович ( СССР)
12. Сърнън, Юджийн Андрю (Cernan Eugene Andrew) ( САЩ)
13. Симони, Чарлс (Simonyi Charles) ( САЩ)
14. Сеърфос, Ричард Алън (Searfoss Richard Alan) ( САЩ)
15. Скали-Пауър, Пол Дезмънд (Scully-Power Paul Desmond) ( САЩ)
16. Скворцов, Александър Александрович ( Русия)
17. Скоби, Френсис Ричард (Scobee Francis Richard) ( САЩ)
18. Скот, Дейвид Рандолф (Scott David Randolph) ( САЩ)
19. Скот, Уинстън Елиът (Scott Winston Elliott) ( САЩ)
20. Слейтън, Доналд Кент (Slayton Donald Kent) ( САЩ)
21. Смит, Майкъл Джон (Michael John Smith) ( САЩ)
22. Смит, Стивън Ли (Smith Steven Lee) ( САЩ)
23. Соловьов, Анатолий Яковлевич ( СССР)
24. Соловьов, Владимир Алексеевич ( СССР)
25. Спринг, Шерууд Кларк (Spring Sherwood Clark) ( САЩ)
26. Спрингър, Робърт Клайд (Springer Robert Clyde) ( САЩ)
27. Стафорд, Томас Патън (Stafford Thomas Patten) ( САЩ)
28. Стъркоу, Фредерик Уилфорд (Sturckow Frederick Wilford) ( САЩ)
29. Стефанишин-Пайпър, Хайдемари Марта (Stefanyshyn-Piper Heidemarie Martha) ( САЩ)
30. Стил-Килрейн, Сюзан Лей (Still-Kilrain Susan Leigh) ( САЩ)
31. Стот, Никол Мари Пасоно (Stott Nicole Marie Passonno) ( САЩ
32. Стрекалов, Генадий Михайлович ( СССР)
33. Стюарт, Робърт Ли (Stewart Robert Lee) ( САЩ)
34. Суигърт, Джон Леонард (Swigert John Leonard) ( САЩ)
35. Сураев, Максим Викторович ( Русия)
36. Суонсън, Стивън Рей (Swanson Steven Ray) ( САЩ)
37. Сетчър, Робърт Ли (Satcher Robert Lee) ( САЩ)
38. Самокутяев, Александър Михайлович ( Русия)
39. Скрипочка, Олег Иванович ( Русия)

## Т
1. Тагард, Норман Ърл (Thagard Norman Earl) ( САЩ)
2. Тамайо Мендес, Арналдо (Tamayo Méndez Arnaldo) ( Куба)
3. Тани, Даниел Мичио (Tani Daniel Michio) ( САЩ)
4. Танър, Джоузеф Ричард (Tanner Joseph Richard) ( САЩ)
5. Терешкова, Валентина Владимировна ( СССР)
6. Тирск, Робърт Брент (Thirsk Robert Brent) ( Канада)
7. Тиле, Герхард Паул Юлиус (Thiele Gerhard Paul Julius) ( Германия)
8. Тито, Денис Антъни (Tito Dennis Anthony) ( САЩ)
9. Титов, Владимир Георгиевич ( СССР)
10. Титов, Герман Степанович ( СССР)
11. Токарев, Валерий Иванович ( Русия)
12. Томас, Доналд Алън (Thomas Donald Alan) ( САЩ)
13. Томас, Андрю Сидни Уитиел (Thomas Andrew Sydney Withiel) ( САЩ)
14. Тонини, Мишел (Tognini Michel) ( Франция)
15. Торнтън, Кетрин Райън Кордел (Thornton Kathryn Ryan Cordell) ( САЩ)
16. Торнтън, Уилям Едгар (Thornton William Edgar) ( САЩ)
17. Трещев, Сергей Евгениевич ( Русия)
18. Тригвасон, Бярни Валдимар (Tryggvason Bjarni Valdimar) ( Канада)
19. Трин, Юджийн Хау-Чау (Trinh Eugene Huu-Chau) ( САЩ)
20. Трули, Ричард Харисън (Truly Richard Harrison) ( САЩ)
21. Тю, Пиер Джоузеф (Thuot Pierre Joseph) ( САЩ)
22. Тюрин, Михаил Владиславович ( Русия)

## У
1. Уайсоф, Питър Джефри Келси (Wisoff Peter Jeffrey Kelsey) ( САЩ)
2. Уайт, Едуард Хигинс (White Edward Higgins) ( САЩ)
3. Уайтц, Пол Джоузеф (Weitz Paul Joseph) ( САЩ)
4. Уилкът, Терънс Вейд (Wilcutt Terrence Wade) ( САЩ)
5. Уилмор, Бари Юджийн (Wilmore Barry Eugene) ( САЩ)
6. Уилок, Дъглас Хари (Wheelock Douglas Harry) ( САЩ)
7. Уилсън, Стефани Дайана (Wilson Stephanie Diana) ( САЩ)
8. Уилямс, Дафид Рис (Williams Dafydd Rhys) ( Канада)
9. Уилямс, Джефри Нелс (Williams Jeffrey Nels) ( САЩ)
10. Уилямс, Доналд Едуард (Williams Donald Edward) ( САЩ)
11. Уилиамс, Сунита Лин (Williams Sunita Lyn) ( САЩ)
12. Уитсън, Пеги Анет (Whitson Peggy Annette) ( САЩ)
13. Улф, Дейвид Александър (Wolf David Alexander) ( САЩ)
14. Уокър, Дейвид Метисън (Walker David Mathison) ( САЩ)
15. Уокър, Джоузеф Албърт (Walker Joseph Albert "Joe") ( САЩ)
16. Уокър, Чарлс Дейвид (Walker Charles David) ( САЩ)
17. Уокър, Шанън (Walker Shannon) ( САЩ)
18. Уолц, Карл Ъруин (Walz Carl Erwin) ( САЩ)
19. Уолхайм, Рекс Джоузеф (Wallheim ERex Joseph) ( САЩ)
20. Уордън, Алфред Мерил (Worden Alfred Merrill) ( САЩ)
21. Усачев, Юрий Владимирович ( Русия)
22. Уебър, Мери Елен (Weber Mary Ellen) ( САЩ)
23. Уитърби, Джеймс Доналд (Wetherbee James Donald) ( САЩ)
24. Уонг, Тейлър Ган-Джин (Wang Taylor Gun-Jin) ( САЩ)
25. Уън, Лиу (Liu Wang) ( Китай)

## Ф
1. Фейбиън, Джон Макрири (Fabian John McCreary) ( САЩ)
2. Фавие, Жан-Жак (Favier Jean-Jacques) ( Франция)
3. Фам Туан (Pham Tuân) ( Виетнам)
4. Фарис, Мохамед Ахмед (Fares Mohammad Ahmad) ( Сирия)
5. Фаркаш, Берталан (Farkas Bertalan) ( Унгария)
6. Феоктистов, Константин Петрович ( СССР)
7. Фергюсън, Кристофър Джон (Ferguson Christopher John) ( САЩ)
8. Фетман, Мартин Джоузеф (Fettman Martin Joseph) ( САЩ)
9. Фибок, Франц Артур (Viehböck Franz Artur) ( Австрия)
10. Филипченко, Анатолий Василиевич ( СССР)
11. Филипс, Джон Линч (Phillips John Lynch) ( САЩ)
12. Финки, Едуард Майкъл (Fincke Edward Michael) ( САЩ)
13. Фишър, Ана Ли (Fisher Anna Lee) ( САЩ)
14. Фишър, Уилям Фредерик (Fisher William Frederick) ( САЩ)
15. Фладе, Клаус-Дитрих (Flade Klaus-Dietrich) ( Германия)
16. Форд, Кевин Антъни (Ford Kevin Anthony) ( САЩ
17. Форман, Майкъл Джеймс (Foreman Michael James) ( САЩ)
18. Форестър, Патрик Греъм (Forrester Patrick Graham) ( САЩ)
19. Фосъм, Майкъл Едуард (Fossum Michael Edward) ( САЩ)
20. Фоул, Колин Майкъл (Foale Colin Michael) ( САЩ)
21. Фрик, Стивън Натаниел (Frick Stephen Nathaniel) ( САЩ)
22. Фримаут, Дирк Дрис Давид Дамиан (Frimout Dirk Dries David Damiaan) ( Белгия)
23. Фулесанг, Арне Кристер (Fuglesang Arne Christer) ( Швеция)
24. Фулертън, Чарлс Гордън (Fullerton Charles Gordon) ( САЩ)
25. Фурер, Райнхард Алфред (Furrer Reinhard Alfred) ( Германия)
26. Фойстъл, Ендрю Джей (Feustel Andrew Jay) ( САЩ)
27. Фей Цзюнлун (Fei Junlong) ( Китай)

## Х
1. Хайр, Катрин Патриша (Hire Kathrin Patricia) ( САЩ)
2. Халсъл, Джеймс Доналд (Halsell James Donald, Jr.)( САЩ)
3. Хърбо, Грегори Джордан (Harbaugh Gregory Jordan) ( САЩ)
4. Харис, Бърнърд Антъни (Harris Bernard Anthony) ( САЩ)
5. Харт, Тери Джонатан (Hart Terry Jonathan) ( САЩ)
6. Хартсфийлд, Хенри Уорън (Hartsfield Henry Warren) ( САЩ)
7. Хъсбанд, Рик Дъглас (Husband Rick Douglas) ( САЩ)
8. Хопкинс, Майкъл Скот (Hopkins Michael Scott) ( САЩ)
9. Хоук, Фредерик Хамилтън (Hauck Frederick Hamilton) ( САЩ)
10. Хейз, Фред Уолъс (Haise Fred Wallace) ( САЩ)
11. Хелмс, Сюзан Джейн (Helms Susan Jane) ( САЩ)
12. Хенице, Карл Гордън (Henize Karl Gordon) ( САЩ)
13. Хенън, Томас Джон (Hennen Thomas John) ( САЩ)
14. Хенрикс, Терънс Томас (Henricks Terence Thomas) ( САЩ)
15. Херингтън, Джон Бенет (Herrington John Bennett) ( САЩ)
16. Хърли, Дъглас Джералд (Hurley Douglas Gerald) ( САЩ)
17. Хиб, Ричард Джеймс (Hieb Richard James) ( САЩ)
18. Хигинботъм, Джоан Елизабет Милър (Higginbotham Joan Elizabeth Miller) ( САЩ)
19. Хилмърс, Дейвид Карл (Hilmers David Carl) ( САЩ)
20. Хобо, Чарлс Оуен (Hobaugh Charles Owen) ( САЩ)
21. Хоровиц, Скот Джей (Horowitz Scott Jay) ( САЩ)
22. Хошиде, Акихико (Hoshide Akihiko) ( Япония)
23. Хоули, Стивън Алън (Hawley Steven Alan) ( САЩ)
24. Хофман, Джефри Алън (Hoffman Jeffrey Alan) ( САЩ)
25. Хрунов, Евгений Василиевич ( СССР)
26. Хюз-Фулфорд, Мили Елизабет (Hughes-Fulford Millie Elizabeth) ( САЩ)
27. Хадфийлд, Кристофър Остин (Hadfield Christopher Austin) ( Канада)
28. Хем, Кенет Тод (Ham Kenneth Todd) ( САЩ)
29. Хемънд, Лойд Блейн (Hammond Lloyd Blaine) ( САЩ)
30. Хермашевски, Мирослав (Hermaszewski Mirosław) ( Полша)

## Ц
1. Цзин Хайпън (Jing Haipeng) ( Китай)
2. Циблиев, Василий Василиевич ( Русия)

## Ч
1. Чаула, Калпана (Chawla Kalpana) ( САЩ)
2. Чанг-Диас, Франклин Рамон (Chang-Diaz Franklin Ramon) ( САЩ)
3. Чжай Чжиган (Zhai Zhigang) ( Китай)
4. Чао, Лерой (Chiao Leroy) ( САЩ)
5. Чилтън, Кевин Патрик (Chilton Kevin Patrick) ( САЩ)

## Ш
1. Шамитоф, Грегъри Ерол (Chamitoff Gregory Errol) ( САЩ)
2. Шаргин, Юрий Георгиевич ( Русия)
3. Шарипов, Салижан Шакирович ( Русия)
4. Шарма, Ракеш (Sharma Rakesh) ( Индия)
5. Шърман, Хелън Патриша (Sharman Helen Patricia) ( Великобритания)
6. Шаталов, Владимир Александрович ( СССР)
7. Шатълуорт, Марк Ричард (Shuttleworth Mark Richard) ( ЮАР)
8. Швейкарт, Ръсел Луис (Schweickart Russel Luis) ( САЩ)
9. Шепърд, Алън Бартлет (Shepard Alan Bartlett, Jr.) ( САЩ)
10. Шепърд, Уилям Макмайкъл (Shepherd William McMichael) ( САЩ)
11. Шира, Уолтър Марти (Schirra Wolter Marty) ( САЩ)
12. Шлегел, Ханс Вилхелм (Schlegel Hans Wilhelm) ( Германия)
13. Шмит, Харисън Хейгън (Schmitt Harrison Hagan) ( САЩ)
14. Шонин, Георгий Степанович ( СССР)
15. Шоу, Брюстер Хопкинсън (Show Brewster Hopkinon) ( САЩ)
16. Шрайвър, Лорън Джеймс (Shriver Loren James) ( САЩ)

## Ъ
1. Ъруин, Джеймс Бенсън (Irwin James Benson) ( САЩ)

## Ю
1. Юрчихин, Фьодор Николаевич ( Русия)

## Я
1. Ямазаки, Наоко (Yamazaki Naoko) ( Япония)
2. Ян Ливей (Yang Liwei) ( Китай)
3. Лиу Ян (Liú Yáng) ( Китай)

## Статистика
На 12 октомври 2013 г. 532 космонавти и астронавти са участвали в орбитални космически полети, от тях — 57 жени. Към същата дата не са сред живите 69 космонавта и астронавта.

## Разпределение на космонавтите по страни
- САЩ – 341 космонавта
- СССР и  Русия – 122 космонавта
- Япония – 12 космонавта
- Германия (Заедно с  ГДР) — 11 космонавта
- Китай – 11 космонавта
- Франция – 10 космонавта
- Канада – 10 космонавта
- Италия – 7 космонавта
- България – 2 космонавта
- Белгия – 2 космонавта
- Нидерландия – 2 космонавта
- Великобритания – 2 космонавта

Още 25 страни са представени с по един космонавт –  Чехия,  Полша,  Унгария,  Виетнам,  Куба,  Монголия,  Румъния,  Индия,  Саудитска Арабия,  Мексико,  Сирия,  Афганистан,  Австрия,  Швейцария,  Украйна,  Испания,  Словакия,  ЮАР,  Израел,  Бразилия,  Швеция,  Малайзия,  Южна Корея,  Дания,  Казахстан.

## Брой космонавти по страни и тяхната активност
| Страни           | Брой космонавти | 1 полет | 2 полета | 3 полета | 4 полета | 5 полета | 6 полета | 7 полета |
| ---------------- | --------------- | ------- | -------- | -------- | -------- | -------- | -------- | -------- |
| САЩ              | 341             | 96      | 97       | 63       | 59       | 19       | 5        | 2        |
| Русия            | 122             | 40      | 41       | 25       | 8        | 6        | 2        |          |
| Япония           | 12              | 6       | 5        |          | 1        |          |          |          |
| Германия         | 11              | 7       | 3        | 1        |          |          |          |          |
| Китай            | 11              | 9       | 1        | 1        |          |          |          |          |
| Франция          | 10              | 4       | 4        | 2        |          |          |          |          |
| Канада           | 10              | 4       | 4        | 2        |          |          |          |          |
| Италия           | 7               | 4       | 1        | 2        |          |          |          |          |
| Белгия           | 2               | 1       | 1        |          |          |          |          |          |
| Нидерландия      | 2               | 1       | 1        |          |          |          |          |          |
| България         | 2               | 2       |          |          |          |          |          |          |
| Великобритания   | 2               | 2       |          |          |          |          |          |          |
| Швейцария        | 1               |         |          |          | 1        |          |          |          |
| Испания          | 1               |         | 1        |          |          |          |          |          |
| Швеция           | 1               |         | 1        |          |          |          |          |          |
| Чехия            | 1               | 1       |          |          |          |          |          |          |
| Полша            | 1               | 1       |          |          |          |          |          |          |
| Унгария          | 1               | 1       |          |          |          |          |          |          |
| Виетнам          | 1               | 1       |          |          |          |          |          |          |
| Куба             | 1               | 1       |          |          |          |          |          |          |
| Монголия         | 1               | 1       |          |          |          |          |          |          |
| Румъния          | 1               | 1       |          |          |          |          |          |          |
| Индия            | 1               | 1       |          |          |          |          |          |          |
| Саудитска Арабия | 1               | 1       |          |          |          |          |          |          |
| Мексико          | 1               | 1       |          |          |          |          |          |          |
| Сирия            | 1               | 1       |          |          |          |          |          |          |
| Афганистан       | 1               | 1       |          |          |          |          |          |          |
| Австрия          | 1               | 1       |          |          |          |          |          |          |
| Украйна          | 1               | 1       |          |          |          |          |          |          |
| Словакия         | 1               | 1       |          |          |          |          |          |          |
| ЮАР              | 1               | 1       |          |          |          |          |          |          |
| Израел           | 1               | 1       |          |          |          |          |          |          |
| Бразилия         | 1               | 1       |          |          |          |          |          |          |
| Малайзия         | 1               | 1       |          |          |          |          |          |          |
| Южна Корея       | 1               | 1       |          |          |          |          |          |          |
| Дания            | 1               | 1       |          |          |          |          |          |          |
| Казахстан        | 1               | 1       |          |          |          |          |          |          |
| 37               | 557             | 198     | 160      | 96       | 69       | 25       | 7        | 2        |

1. ↑  Рекордьори по броя на полетите в САЩ са Джери Рос и Франклин Чанг-Диас.
2. ↑  Рекордьори по броя на полетите в Русия е Сергей Крикальов.